# Halo Infinite
Halo Infinite är ett förstapersonsskjutar-spel utvecklat av 343 Industries och publicerat av Xbox Game Studios för Xbox Series X och Series S, Xbox One samt Microsoft Windows. Spelet är den sjätte huvudposten i Halo-serien och det sextonde Halo-spelet totalt, och fortsätter historien om Master Chief efter Halo 5: Guardians (2015). Till skillnad från tidigare spel i spelserien i serien är multiplayer-delen av Halo Infinite gratis att spela.
Halo Infinite planerades att släppas som en lanseringstitel med Xbox Series X/S den 10 november 2020, men försenades i augusti 2020. Spelets kampanjdel släpptes som annonserat den 8 december 2021, men spelets multiplayer-del släpptes redan den 15 november 2021 i samband med både Halos och Xbox 20-årsjubileum.
Halo Infinite utspelar sig år 2560. I Halo 5: Guardians gör Cortana och allierade AI:r uppror mot sina skapare, United Nations Space Command (UNSC). Genom att ta kontroll över uråldriga Forerunner-vapen, kända som Guardians, lägger Cortana galaxen under sig. Även The Banished, en koalition av främmande raser som leds av en Brute vid namn Atriox, kämpar mot Cortana och UNSC. Spelet utspelar sig på Forerunner-ringen Installation 07 (Zeta Halo), som av oklar anledning har lidit stor skada. Master Chief John-117 tar sig an att neutralisera sin tidigare partner Cortana.